# Euphrasia lebardensis
Euphrasia lebardensis är en snyltrotsväxtart som beskrevs av Kem.-nath.. Euphrasia lebardensis ingår i släktet ögontröster, och familjen snyltrotsväxter. Inga underarter finns listade i Catalogue of Life.